# Ранче
Ранче (словен. Ranče) је насељено место у општини Раче-Фрам, Подравска регија, Словенија.

## Историја
До територијалне реорганизације у Словенији било је у саставу старе општине Марибор.

## Становништво
У попису становништва из 2011. године, Ранче је имало 227 становника.
| Број становника према пописима | Број становника према пописима | Број становника према пописима |
| ------------------------------ | ------------------------------ | ------------------------------ |
| 1991                           | 2002                           | 2011                           |
| 138                            | 182                            | 227                            |

Напомена: Године 2013. смањен за део насеља који је проглашен за ново самостално насеље Шестдобе.